# 4333 Sinton
A 4333 Sinton (ideiglenes jelöléssel 1983 RO2) a Naprendszer kisbolygóövében található aszteroida. Edward L. G. Bowell fedezte fel 1983. szeptember 4-én.